# 黑尾真鯊
黑尾真鲨，又稱黑印白眼鮫、鈍吻真鯊、灰礁鯊(grey reef shark)，为軟骨魚綱板鰓亞綱真鯊目真鲨科的其中一種，被IUCN列為瀕危保育類動物。荷蘭魚類學家Pieter Bleeker於1856 在科學雜誌Natuurkundig Tijdschrift voor Nederlandsch-Indië 中首次將本物種命名為Carcharias (Prionodon) amblyrhynchos。後來的作者將這個物種移至真鯊屬。此模式標本是一隻來自爪哇海的1.5公尺長的雌魚。

## 分布
本魚分布魚印度太平洋區熱帶及亞熱帶海域。

## 深度
水深0至100公尺。

## 特徵
本魚體壯碩，屬中型鯊魚，吻長，吻端寬圓。眼大，前鼻瓣呈短三角形，上頷齒短且具鋸齒緣。胸鰭窄如鉤狀，背鰭兩枚，第二背鰭高大，第一背鰭呈鉤狀。體背灰色，腹部白色，第一背鰭具不規則白色邊緣，尾鰭具寬黑邊緣，故名，第二背鰭、臀鰭、腹鰭尖端黑色。脊椎骨211至221枚，體長可達255公分，壽命可達25年。

## 生態

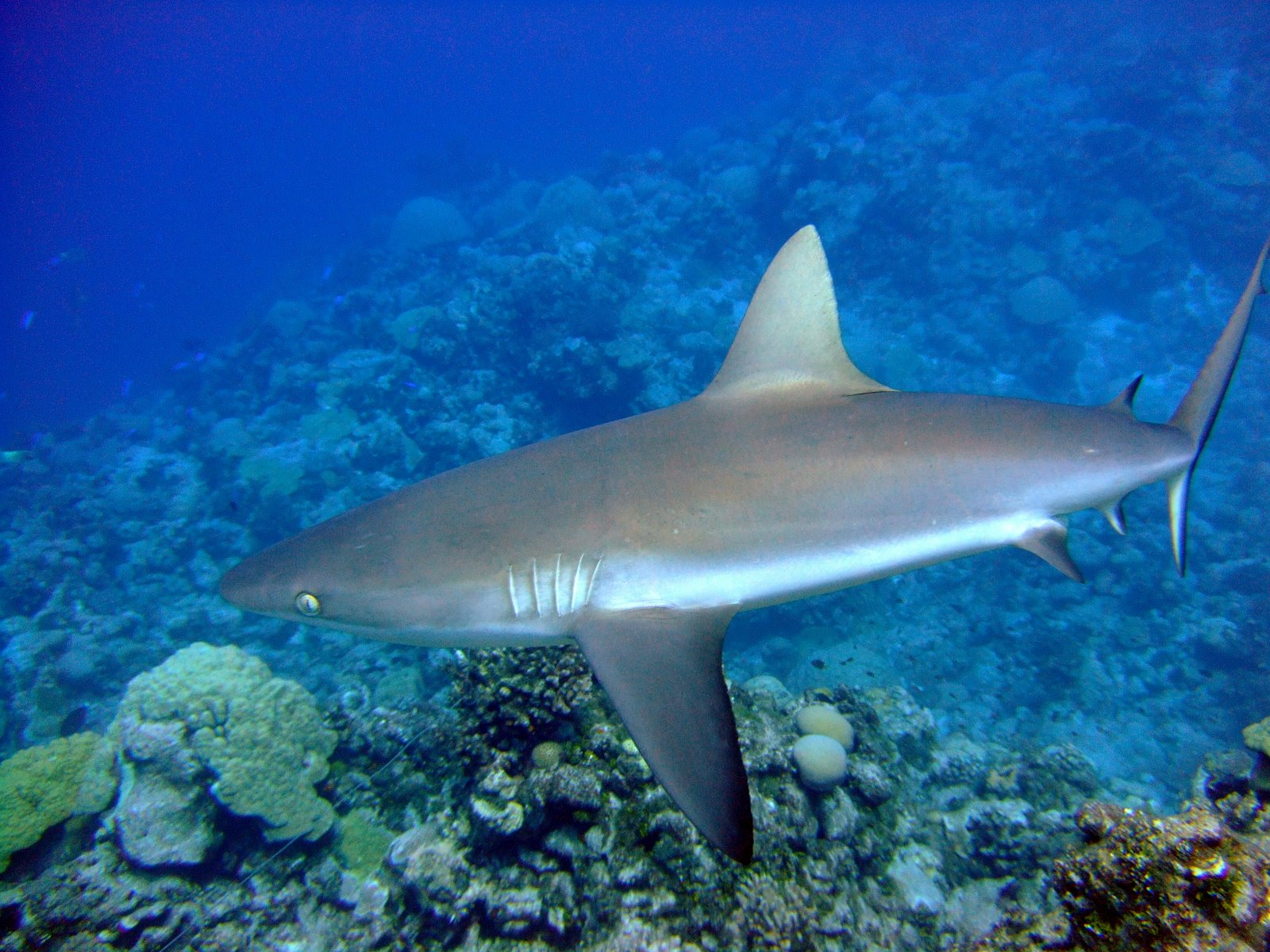
一尾在威克島的黑尾真鯊，該物種為印度洋及太平洋常見的鯊魚之一

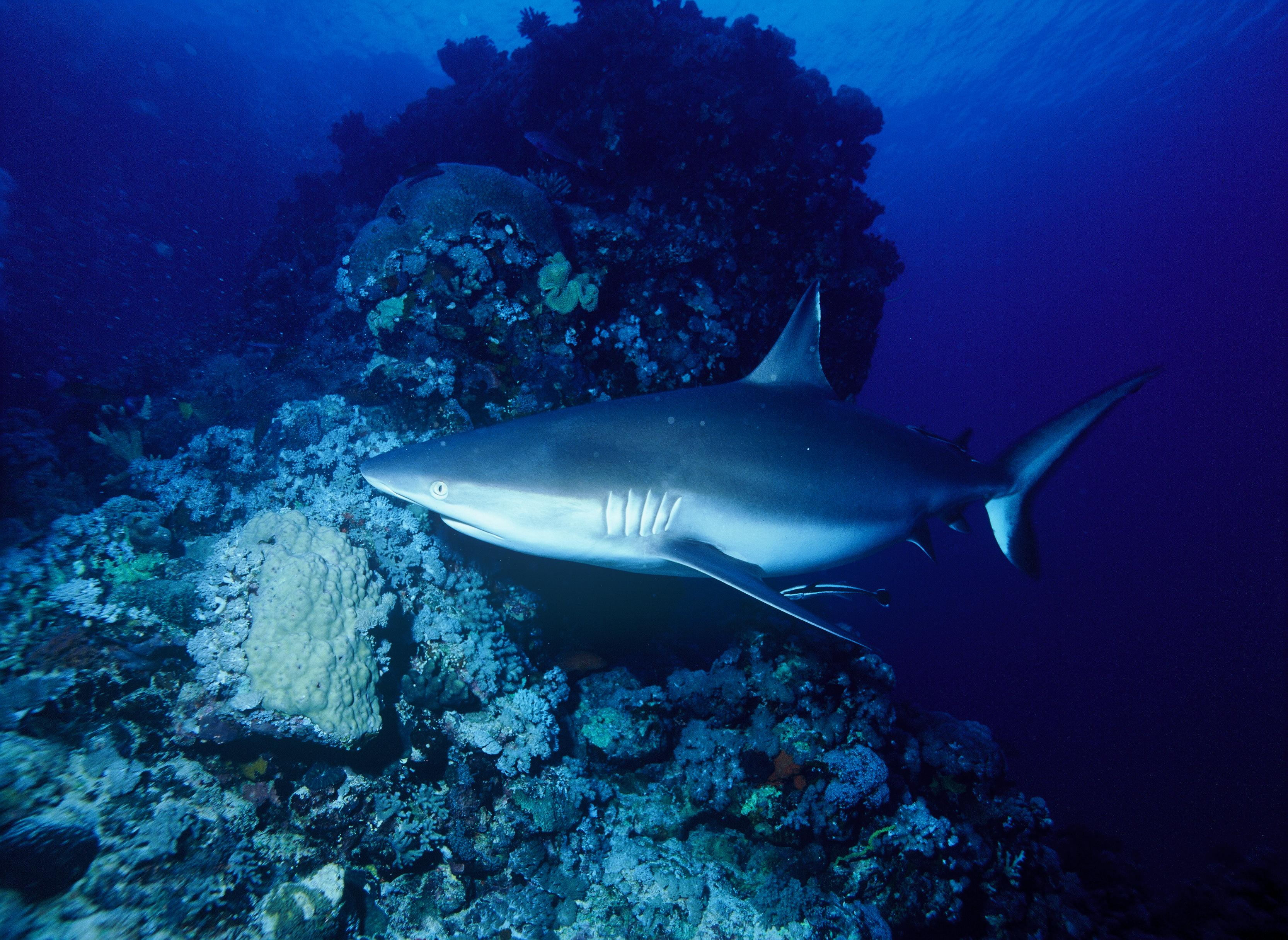
黑尾真鯊在夜晚來臨時較為活躍

本魚棲息於大陸棚、島嶼邊緣或珊瑚礁區，屬肉食性，主要以魚類與無脊椎動物為食，較大的鯊魚捕食頭足類動物的比例較大，單獨或成群捕食，並已知會將魚群困在在珊瑚礁的外壁上進行捕食。在法屬玻里尼西亞法卡拉瓦環礁觀察到多達700隻的狩獵群。卵胎生，每隔一年就會出生一到四隻幼魚，幼魚的數量隨著雌魚體型的增加而增加。妊娠期估計為9至14個月。南半球的分娩時間為七月至八月，北半球的分娩時間為三月至七月。性成熟發生在七歲左右，此時雄魚體長為1.3–1.5公尺，雌魚體長為1.2–1.4公尺。大堡礁的雌魚性成熟期為11歲，比其他地方晚，體型也稍大。

## 經濟利用
食用魚，魚肉可製成沙魚煙，魚肝可製成魚油。儘管該物種數量仍然眾多，但由於其繁殖速度緩慢、特定的棲息地要求以及傾向於停留在特定區域內，因此很容易出現局部枯竭的情況。世界自然保護聯盟 (IUCN) 將其列為瀕危物種；這種鯊魚在其分佈範圍的許多地方被多種漁業捕撈，並用於生產各種產品，例如魚翅湯和魚粉。另一個威脅是人類發展造成的珊瑚礁持續退化。有證據顯示某些地區數量大幅下降。